# Neogoniolithon acropetum
Neogoniolithon acropetum (Foslie & M.A. Howe) W.H. Adey, 1970  é o nome botânico  de uma espécie de algas vermelhas pluricelulares do gênero Neogoniolithon, família Corallinaceae, subfamília Mastophoroideae.
- São algas marinhas encontradas nas Bahamas e em Porto Rico.

## Sinonímia
- Goniolithon acropetum  Foslie & M.A. Howe 1906